# Ondřej Knotek
Ondřej Knotek (nascido em 31 de agosto de 1984 em Sušice) é um político checo eleito membro do Parlamento Europeu em 2019.

No parlamento, Knotek já faz parte da Comissão de Desenvolvimento Regional. Em 2020, ele também juntou-se ao Comité Especial sobre o Combate ao Cancro.